# Андреево (Крым)
Андре́ево (до 1948 года Коша́й; укр. Андреєве, крымскотат. Qoşay, Къошай) — исчезнувшее село в Ленинском районе Республики Крым, располагавшееся на западе района и Керченского полуострова, примерно в 1,5 км к юго-востоку от современного села Ерофеево.

## История
Первое документальное упоминание селения встречается в Камеральном Описании Крыма… 1784 года, судя по которому, в последний период Крымского ханства Кошай входил в Арабатский кадылык Кефинского каймаканства. После присоединения Крыма к России (8) 19 апреля 1783 года, (8) 19 февраля 1784 года, именным указом Екатерины II сенату, на территории бывшего Крымского Ханства была образована Таврическая область и деревня была приписана к Левкопольскому, а после ликвидации в 1787 году Левкопольского — к Феодосийскому уезду Таврической области. После Павловских реформ, с 1796 по 1802 год, входила в Акмечетский уезд Новороссийской губернии. По новому административному делению, после создания 8 (20) октября 1802 года Таврической губернии, Кошай был включён в состав Парпачской волости Феодосийского уезда.
По Ведомости о числе селений, названиях оных, в них дворов… состоящих в Феодосийском уезде от 14 октября 1805 года, в деревне Кошай числилось 30 дворов и 154 жителя. На военно-топографической карте генерал-майора Мухина 1817 года деревня Кошаи обозначена с 30 дворами. После реформы волостного деления 1829 года Кашай, согласно «Ведомости о казённых волостях Таврической губернии 1829 года», отнесли к Агерманской волости (переименованной из Парпачской). На карте 1836 года в деревне 22 двора, как и на карте 1842 года.
В 1860-х годах, после земской реформы Александра II, деревню приписали к Владиславской волости. Согласно «Списку населённых мест Таврической губернии по сведениям 1864 года», составленному по результатам VIII ревизии 1864 года, Кошай — владельческая и общинная татарская деревня с 10 дворами и 53 жителями при колодцах. На трёхверстовой карте Шуберта 1865—1876 года в деревне Кошай обозначено 10 дворов. По «…Памятной книжке Таврической губернии на 1892 год» в деревне Кошай, не входившей ни в одно сельское общество, числилось 95 безземельных жителей, домохозяйств не имеющи.
После земской реформы 1890-х годов деревня осталась в составе преобразованной Владиславской волости. На верстовой карте Крыма 1896 года в селении обозначен 16 дворов с русским населением. По «…Памятной книжке Таврической губернии на 1902 год» в деревне Кошай, находившейся в частном владении, числилось 119 жителей, домохозяйств не имеющих. По Статистическому справочнику Таврической губернии. Ч.II-я. Статистический очерк, выпуск пятый Феодосийский уезд, 1915 год, в деревне Кошай Владиславской волости Феодосийского уезда числилось 23 двора (21 двор с землёй, 2 — безземельные) с русским населением в количестве 208 человек только «посторонних» жителей, из которых 98 мужчин и 110 женщин. Жители владели 1000 десятинами удобной земли. В хозяйствах имелось 130 лошадей, 60 волов, 360 коров и 100 голов овец, свиней, или коз.
После установления в Крыму Советской власти, по постановлению Крымревкома от 8 января 1921 года была упразднена волостная система и село вошло в состав вновь созданного Владиславовского района Феодосийского уезда, а в 1922 году уезды получили название округов. 11 октября 1923 года, согласно постановлению ВЦИК, в административное деление Крымской АССР были внесены изменения, в результате которых округа ликвидировались и Владиславовский район стал самостоятельной административной единицей. Декретом ВЦИК от 04 сентября 1924 года «Об упразднении некоторых районов Автономной Крымской С. С. Р.» в октябре 1924 года район был преобразован в Феодосийский и село включили в его состав Согласно Списку населённых пунктов Крымской АССР по Всесоюзной переписи 17 декабря 1926 года, в селе Кошай, Арма-Элинского сельсовета (в котором село состояло всю дальнейшую историю) Феодосийского района, числилось 47 дворов, из них 41 крестьянский, население составляло 202 человека, из них 199 русских и 3 украинца. Постановлением ВЦИК «О реорганизации сети районов Крымской АССР» от 30 октября 1930 года (по другим сведениям 15 сентября 1931 года) Феодосийский район упразднили и село включили в состав Ленинского.
В 1944 году, после освобождения Крыма от фашистов, согласно Постановлению ГКО СССР № 5859 от 11 мая 1944 года, 18 мая крымские татары были депортированы в Среднюю Азию. С 25 июня 1946 года селение в составе Крымской области РСФСР. Указом Президиума Верховного Совета РСФСР от 18 мая 1948 года Кошай переименовали в Андреево. Село получило название в память о партизане, командире группы Ялтинского партизанского отряда, Владимире Михайловиче Андрееве, погибшем в 1941 году. 26 апреля 1954 года Крымская область была передана из состава РСФСР в состав УССР. На 1968 год село входило в Батальненский сельсовет. Андреево исключено из учётных данных в 1984 году.

### Динамика численности населения
| - 1805 год — 154 чел. - 1864 год — 53 чел. - 1892 год — 95 чел. | - 1902 год — 119 чел. - 1915 год — 0/208 чел. - 1926 год — 202 чел. |